# Atossa
Atossa (آتوسا in persiano moderno; 550 a.C. – 475 a.C.) è stata una principessa persiana, figlia di Ciro il Grande e regina consorte di Persia in quanto moglie di Smerdi e Dario I.

## Origine del nome
Il suo nome letteralmente significa "colei che regala ricchi doni" o "colei che concede bene". "Atossa" è la traslitterazione greca (in greco antico: Ἄτοσσα), eseguita per la prima volta dallo storico greco Erodoto, del nome persiano antico Utauθa. Il suo nome in antica lingua avestica è Hutaosā.

## Biografia
Atossa nacque nel  550 a.C. circa, come la figlia maggiore di Ciro il Grande e della regina Cassandane. Secondo alcune fonti greche quest'ultima sposò suo fratellastro Cambise II dopo la morte del loro padre, ma ciò è stato successivamente smentita. Erodoto riguardo a ciò è ambiguo, Cambise presumibilmente sposò una delle sue due sorelle, o Atossa (da non confondere con la regina nata nel 550 a.C.) o Rossane.
Le informazioni sull'infanzia e la giovinezza della futura regina Atossa risultano scarse, e la maggior parte di quelle che sono giunte fino a noi provengono da storici greci, primo fra tutti Erodoto, contemporaneo ad Atossa. Naturalmente, come principessa, Atossa ricevette un'istruzione degna del suo status reale: tale istruzione includeva l'apprendimento dei costumi, tradizioni, lingue e storia della Persia, nonché dei riti associati allo Zoroastrismo, religione ufficiale dell'Impero.
Atossa sposò Smerdi, che succedette al fratellastro di lei Cambise II e, nel 522 a.C., dopo che il primo marito venne ucciso, sposò Dario I, suo coetaneo, che pochi mesi più tardi divenne re. Con lui Atossa ebbe 4 figli, tutti maschi: Serse, successore di lei e suo marito, Achemene, satrapo d'Egitto, Masiste, satrapo della Battriana e Istaspe (da non confondere con l'omonimo Istaspe, padre di Dario).
Atossa godette di grande prestigio a corte e fra i suoi sudditi, esercitò una notevole influenza sulle decisioni del marito e sull'amministrazione del suo regno, e venne anche definita dal suo primogenito Serse la "Salvatrice della civiltà persiana". Secondo un aneddoto raccontato da Erodoto nel libro III delle Storie, fu Atossa a convincere Dario a muovere guerra contro i Greci, poiché avrebbe desiderato avere delle ancelle attiche, argive e corinzie; tale aneddoto è riportato anche dal romano Claudio Eliano nel De natura animalium.
Atossa probabilmente morì prima che Serse salisse al potere, nonostante Erodoto credesse che ella fosse ancora viva durante il suo regno. Sempre secondo Erodoto ad Atossa fu diagnosticata una mastite, curata dal medico e schiavo greco Democede di Crotone. Questo è considerato il primo caso registrato nella storia di tumore al seno.

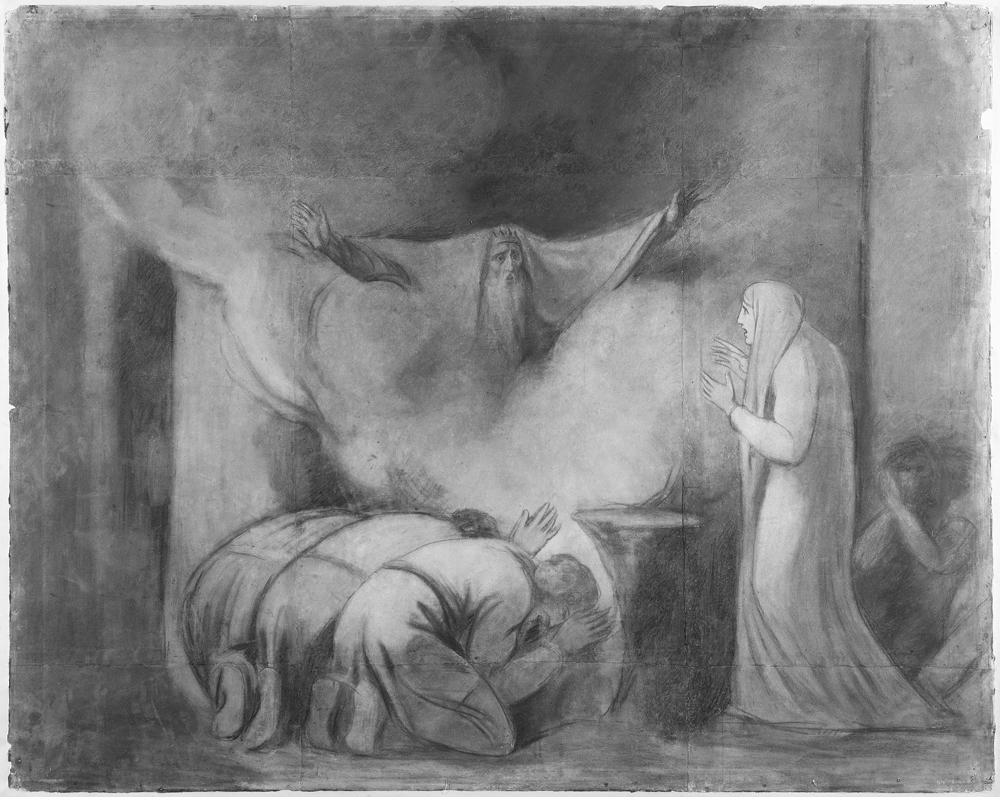
Il fantasma di Dario che appare ad Atossa, episodio tratto da I Persiani di Eschilo (George Romney, 1797)

## Nella cultura di massa
Il tragediografo ateniese Eschilo la incluse nella sua tragedia intitolata I Persiani, con un ruolo di primaria importanza: nella tragedia, Atossa è dipinta come una regina venerata come una dea dai suoi sudditi, nonché come una vedova e una madre affettuosa e sofferente, che piange suo figlio Serse creduto morto nella strage di Persiani della Battaglia di Salamina.
Un interessante ritratto di Atossa si trova nel libro Creazione di Gore Vidal, che racconta la storia di un ambasciatore alla corte di Dario il Grande.
Il dottore statunitense Jason Fung, nel suo libro The Cancer Code, fa riferimento al cancro al seno che afflisse Atossa, descritto quanto scritto dallo storiografo Erodoto.